# East Renfrewshire
East Renfrewshire är en av Skottlands kommuner. East Renfrewshire gränsar mot North Ayrshire, East Ayrshire, Renfrewshire, South Lanarkshire och Glasgow. Centralort är Giffnock.

## Orter
- Barrhead
- Busby
- Clarkston
- Eaglesham
- Giffnock
- Neilston
- Netherlee
- Newton Mearns
- Stamperland
- Thornliebank